# Oscar Bartolomé Gallino
Oscar Bartolomé Gallino (Buenos Aires, 17 de agosto de 1924-14 de noviembre de 2007) fue un militar argentino, que alcanzó la jerarquía de general de brigada. Ocupó de facto el cargo de gobernador de la Provincia de Buenos Aires, durante la dictadura autodenominada Proceso de Reorganización Nacional, entre el 29 de marzo de 1981 y 8 de enero de 1982.

## Carrera
Egresó en 1946 del Colegio Militar de la Nación como subteniente de artillería. En 1969 ascendió a Coronel y en 1974 a General de Brigada, con una excelente foja de servicio y con gran vinculación con Jorge Rafael Videla, Leopoldo Galtieri, Santiago Omar Riveros y Roberto Eduardo Viola, logró rápidamente su ascenso.
Entre febrero y abril de 1976 fue Subdirector de Fabricaciones Militares; Videla lo designó, en 1977, para la investigación sobre Papel Prensa, desde ese puesto se encargó de la persecución de la familia Graiver, antiguos dueños de dicha empresa.

## Acusaciones
Asimismo fue acusado de diversos crímenes de lesa humanidad, involucrando su responsabilidad sobre varios centros clandestinos de detención "El Tolueno" y "Fábrica Militar de Armas Portátiles 'Domingo Matheu'", "Puerto Vasco" y "Pozo de Banfield". 
Se retiró en 1981, aunque sería designado como Gobernador de Buenos Aires unos meses después, en reemplazo de Ibérico Saint-Jean. Murió el 14 de noviembre de 2007, sus restos descansan en la bóveda familiar del Cementerio de la Recoleta.